# Маурісіу Соуза
Маурісіу Соуза (порт. Maurício Souza; нар. 29 вересня 1988, Ітурама, Мінас-Жерайс, Бразилія) — бразильський волейболіст, олімпійський чемпіон 2016 року.

## Виступи на Олімпіадах
| Олімпіада           | Дисципліна | Місце |
| ------------------- | ---------- | ----- |
| Ріо-де-Жанейро 2016 | волейбол   | 1     |

## Зовнішні посилання
- Маурісіу Соуза — олімпійська статистика на сайті Sports-Reference.com (англ.) (архівна версія)
- Скандал у Бразилії: клуб вигнав олімпійського чемпіона за гомофобію – на цьому наполягли спонсори та волейболісти [Архівовано 4 листопада 2021 у Wayback Machine.]. (рос.)